# Sony HDVS
Sony HDVS fue una gama de equipamiento de vídeo de alta definición desarrollada en la década de 1980 para dar soporte a un precoz sistema televisivo de alta definición en analógico pensado para ser la emisión de sistemas televisivos. La línea incluía cámaras de vídeo profesionales, monitores de vídeo y sistemas de edición lineal.

## Historia
Sony primero demostró una cámara de vídeo analógico HDTV  de banda ancha, un monitor y una grabadora de vídeo (VTR) en abril  de 1981; en una reunión internacional de ingenieros televisivos en Argel. La gama HDVS fue lanzada al mercado en abril de 1984, con la cámara HDC-100, la grabadora de vídeo HDV-1000, con su compañero procesador/TBC HDT-1000, y la mesa de mezclas de vídeo HDS-1000; todos ellos trabajando en el formato de vídeo compuesto por 1125 líneas con vídeo entrelazado y una relación de aspecto de 5:3. La mejora era patente que ya que NTSC solo alcanzaba 525 líneas de resolución.
El escáner helical VTR (el HDV-100) utilizaba una cinta magnética similar a la de 1" tipo C para registro analógico. En 1988, Sony descubrió una nueva línea digital HDVS, que incluía un registro digital carrete-a-carrete VTR (el HDD-1000) que utilizaba señales digitales entre las máquinas para doblar, en vez de las señales analógicas primarias de I/O.  La unidad grande estaba contenida en un transporte carrete-a- carrete de 1 pulgada, y debido a la velocidad de cinta alta necesitada, tenía un límite de 1-hora por carrete.  Sony, dueño de Columbia Pictures/Tri-Star, empezaría a archivar largometrajes en este formato, requiriendo una media de dos carretes por película. Había también una grabadora de videocassette portable (la HDV-10) para el sistema HDVS, utilizando el formato de videocassette "UniHi" , que implicaba usar cinta ancha de 3/4".  El transporte parecía similar en aspecto al D1/D2 Definición Estándar Digital VTRs de Sony, pero grababa HD analógico. El pequeño tamaño del casete limitaba el tiempo de grabación.

## Usos
La primera película de obra grabada usando la cámara de vídeo profesional HDVS fue Julia y Julia (italiano: Giulia e Giulia) de RAI en 1987, y el primer programa televisivo en HDTV fue Chasing Rainbows de la CBC, grabado usando el sistema HDVS en 1988. Para los espectáculos Génesis Invisible Touch Tour en el estadio de Wembley en julio de 1987, el Sony HDVS se usó para grabar estos espectáculos, que más tarde fueron emitidos en VHS y LaserDisc en 1988 y DVD en 2003.
Segunda Guerra mundial: Cuándo los leones Rugieron (también conocida como Entonces había Gigantes) es una película de televisión de 1994, dirigida por Joseph Sargent, que John Lithgow, Michael Caine y Bob Hoskins protagonizan como los tres dirigentes Aliados más importantes. Fue la primera producción de vídeo para ser producida en el formato televisivo de alta definición de 1125 líneas (HDTV).  Fue convertido a NTSC para ser retransmitido en los Estados Unidos.
La marca y el logotipo HDVS son todavía utilizados por Sony hoy en día (como "Digital HDVS", ya que la línea original de equipamiento HDVS de 1984 usaba vídeo analógico de banda ancha para conseguir la resolución de 1125 líneas) en sus actuales cámaras de formato digital de alta definición HDCAM como las Sony HDW-750 y HDW-F900.